# Iwona Wierzbicka-Damska
Iwona Janina Wierzbicka-Damska (ur. 29 marca 1960, zm. 21 października 2019) – polska specjalistka nauk o kulturze fizycznej, dr hab.

## Życiorys
W 1984 ukończyła studia biologiczne na Uniwersytecie Wrocławskim, 23 czerwca 1994 obroniła pracę doktorską Restytucja powysiłkowa w obrazie wybranych cech fizjologiczno-biochemicznych, 13 marca 2014 habilitowała się na podstawie pracy zatytułowanej Zmiany wybranych wskaźników budowy i składu ciała oraz wydolności fizycznej pod wpływem różnych bodźców treningowych. Została zatrudniona na stanowisku profesora nadzwyczajnego w Instytucie Humanistycznym Państwowej Wyższej Szkole Zawodowej im. Angelusa Silesiusa w Wałbrzychu, oraz w Instytucie Nauk o Człowieku na Wydziale Wychowania Fizycznego Akademii Wychowania Fizycznego we Wrocławiu.
Była profesorem uczelni na Wydziale Nauk o Zdrowiu i Kulturze Fizycznej Państwowej Wyższej Szkole Zawodowej w Nysie.
Awansowała na stanowisko dyrektora w Instytucie Nauk o Człowieku na Wydziale Wychowania Fizycznego Akademii Wychowania Fizycznego we Wrocławiu.
Pochowana na Cmentarzu Osobowickim we Wrocławiu.